# かわさき南部斎苑
かわさき南部斎苑（かわさきなんぶさいえん）は、神奈川県川崎市川崎区にある斎場・火葬場。2004年に完成し、使用が開始された。1月1日および友引の日は休業日である。

## 斎場所在地
- 神奈川県川崎市川崎区夜光3-2-7

### 最寄り駅
- 京急本線・京急大師線京急川崎駅または南武線・京浜東北線・東海道線川崎駅から川崎市バス川10系統塩浜、川40系統かわさき南部斎苑経由塩浜営業所行かわさき南部斎苑下車
- 川崎駅から川崎市バス川10系統水江町行、川崎鶴見臨港バス川21系統エリーパワー行きか水江町行で池上町下車徒歩3分

## 沿革
- 2004年6月1日に使用が開始された。

## 斎場施設内
- 火葬炉 12基 燃料都市ガス緊急時軽油
- 休憩室 9室
- 式場 4室
- 霊安室 1室
- 遺体保管庫 12庫
- 駐車場 116台
- 建物構造 鉄筋コンクリート造
- 敷地面積 9,312,37m²
- 延べ床面積 9,910,96m²

## 葬儀・火葬が行われた有名人
- 神戸みゆき（女優）
- 桜塚やっくん（火葬のみ）